# Horní Lipová (nádraží)
Horní Lipová je železniční stanice, která se nachází ve východní části vesnice Horní Lipová v okrese Jeseník. Leží v km 26,556 jednokolejné železniční trati Krnov-Bludov mezi stanicemi Lipová Lázně a Ostružná.

## Historie
Stanice byla dána do provozu 1. října 1888, tedy současně s otevřením úseku z Hanušovic do Lipové Lázní postaveného Rakouskou společností místních drah.
V roce 2006 bylo v bývalém stavědle vedle výpravní budovy otevřeno Muzeum Slezského Semmeringu.

## Popis stanice
Stanice disponuje celkem čtyřmi kolejemi. Přímo před výpravní budovou je kusá manipulační kolej č. 3 napojená do jesenického zhlaví, následují tři dopravní koleje v pořadí č. 1 (užitečná délka 201 m), č. 2 (144 m) a č. 4 (144 m). Jsou zde dvě betonová úrovňová nástupiště s výškou 250 mm na temenem kolejnice, jednou s délkou 154 metrů je u koleje č. 1, další s délkou 122 metrů je u koleje č. 2. Přístup na obě nástupiště je úrovňovým přechodem od výpravní budovy.

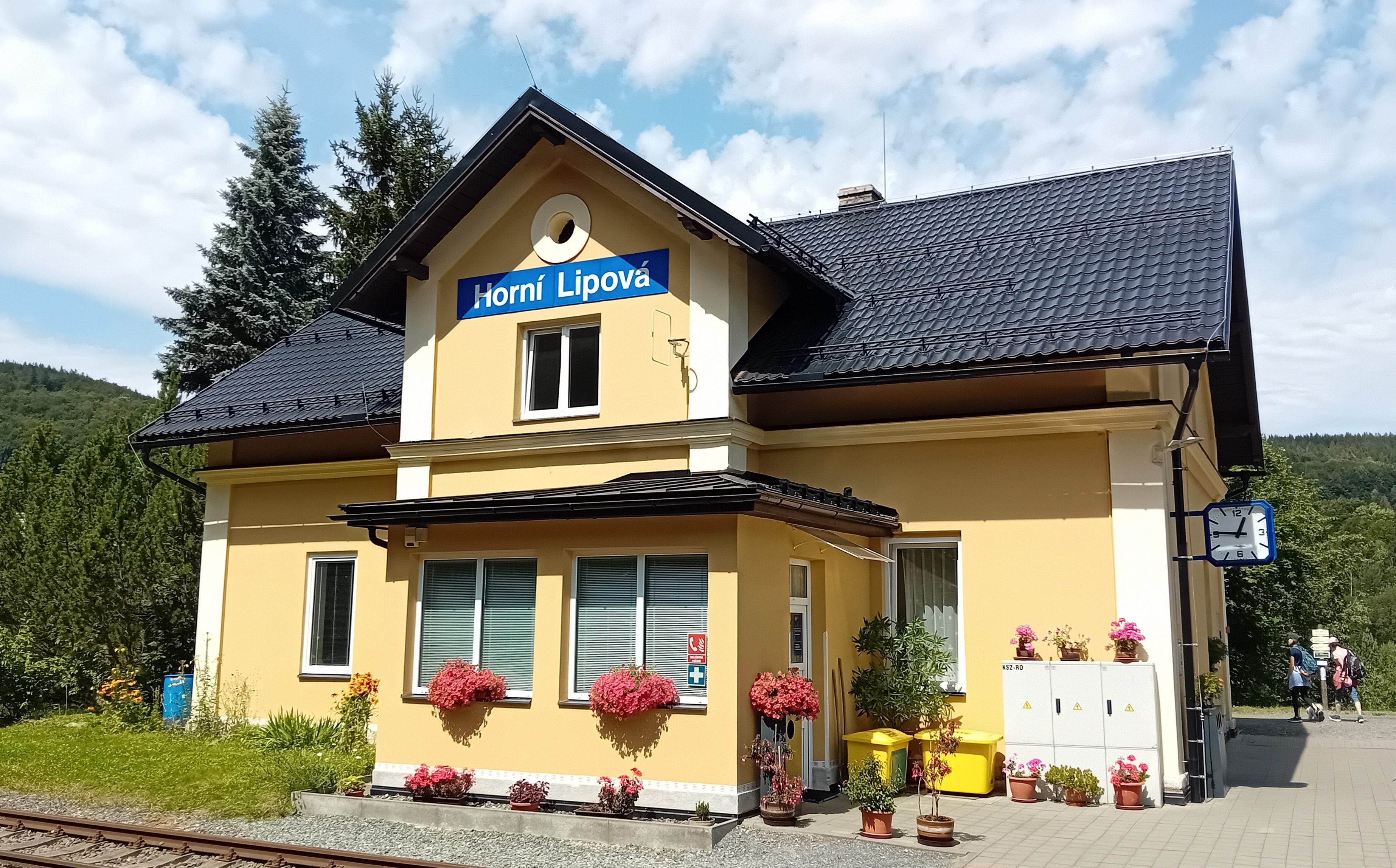
Nádražní budova v červenci 2024

Stanice je vybavena typovým elektrickým stavědlem TEST 14, které ovládá výpravčí z pultu v dopravní kanceláři ve výpravní budově. Toto zabezpečovací zařízení bylo ve stanici už na jaře roku 2002. Ve stanici je celkem pět výhybek, výhybka č. 2 vedoucí na manipulační kolej je přestavována ručně, ostatní výhybky jsou vybaveny elektromotorickými přestavníky a mají i ohřev. Stanice je vybavena světelnými návěstidly, odjezdová návěstidla jsou skupinová pro všechny koleje (LH směr Ostružná a SJ směr Lipová Lázně), vjezdová návěstidla leží v km 26,104 (S od Ostružné) a 26,876 (L od Lipové Lázní).
Ze Horní Lipové do sousedních stanice Ostružná a Lipová Lázně je jízda vlaků zabezpečena pomocí reléového poloautomatického bloku s počítači náprav. Do roku 2016 odbočovala z traťového úseku Horní Lipová – Ostružná vlečka do kamenolomu, která byla zrušena.